# Vicinální dráhy v Belgii

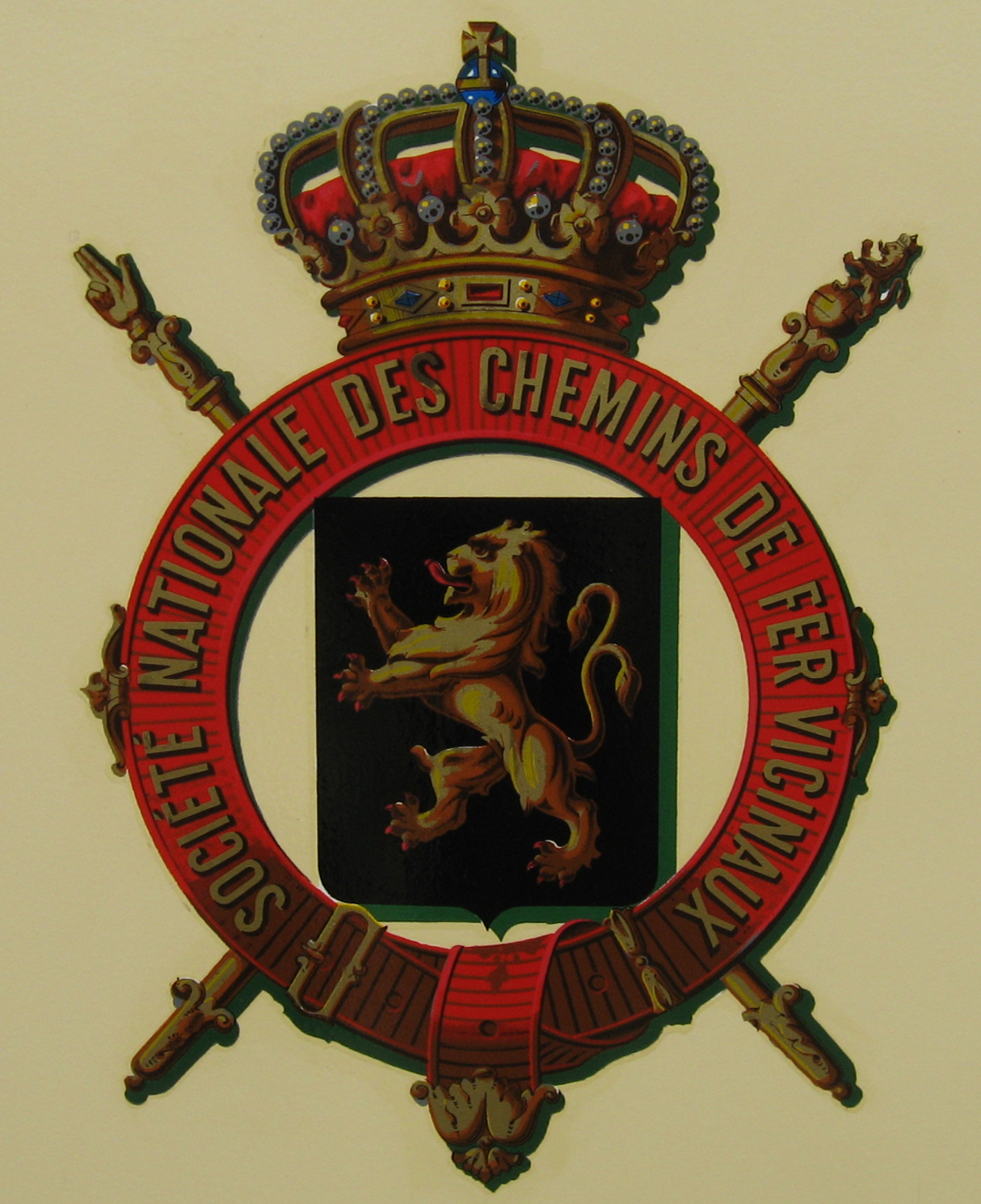
Logo společnosti SNCV provozující Vicinální dráhy

Vicinální dráhy (francouzsky Tramways vicinaux, nizozemsky Buurtspoorwegen) byla síť regionálních drah na pomezí tramvaje a železnice v Belgii. Největšího rozkvětu síť dosáhla v 1. polovině 20. století. Jelikož byl systém elektrifikován jen z poloviny, byly zde užívány rovněž dieselové a parní lokomotivy. Tato síť byla provozována společností Nationale Maatschappij Van Buurtspoorwegen – NMVB (nizozemsky) neboli Société Nationale des Chemins de fer Vicinaux – SNCV (francouzsky).

## Historie
V roce 1875 byla v Belgii přijata nová legislativa, která povolovala výstavbu venkovských tratí. V důsledku toho vznikla společnost NMVB/SNCV, která tyto tratě provozovala. První trať byla otevřena v roce 1885 mezi městy Ostende a Nieuwpoort. V roce 1894 začala tratě elektrifikovat a první elektrifikovaná trať se nacházela mezi Bruselem a obcí Kleine Hut. V období 2. světové války se počet spojů významně zvýšil a zároveň délka tratí dosáhla svého maxima. V 60. letech však docházelo k postupnému úpadku a od 70. let byly v provozu jen některé městské tratě jako součást městské hromadné dopravy. Nejdelší zachovalý úsek je „Kusttram“, tramvajová dráha dlouhá 68 km procházející kolem belgického pobřeží.

## Tratě

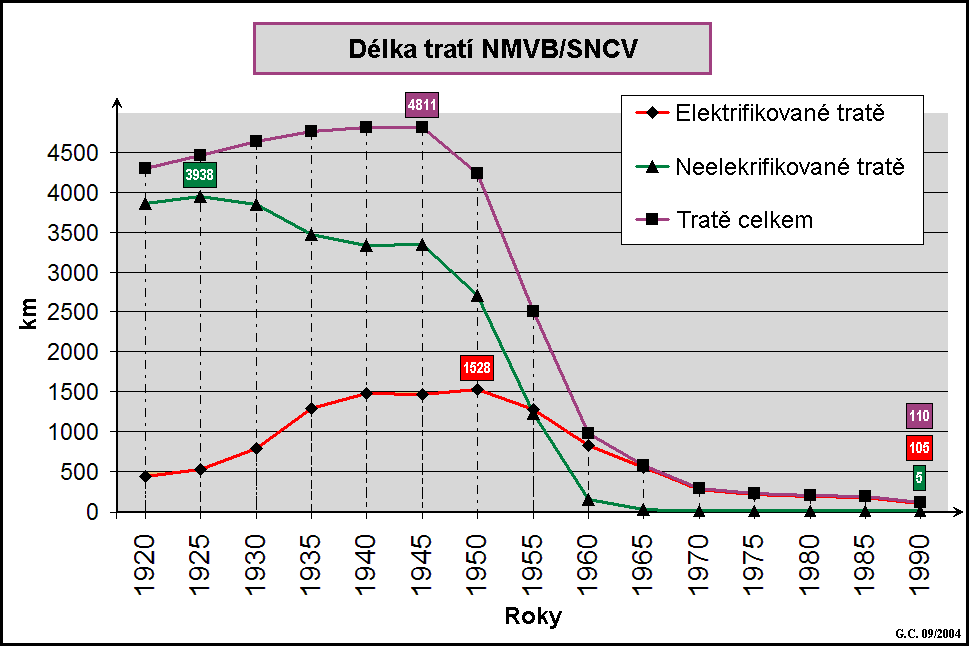
Graf zobrazující délku tratí sítě

Tratě se nacházely ve městech i mimo ně. Mimo města byly většinou stavěny podél silnic a přepravovaly jak cestující, tak i dřevo a zemědělské produkty. Síť byla od začátku budována s rozchodem koleje 1000 mm. V okolí Antverp byly tratě stavěny s rozchodem 1067 mm. V roce 1921 však byla zahájena přestavba těchto tratí na rozchod 1000 mm. Od počátku byly tratě elektrifikovány na 500 V ss. Největšího rozmachu zažily tratě neelektrifikované v roce 1925 – 3938 km, elektrifikované pak v roce 1950 – 1528 km a síť jako taková v roce 1945 – 4811 km.

## Mapy

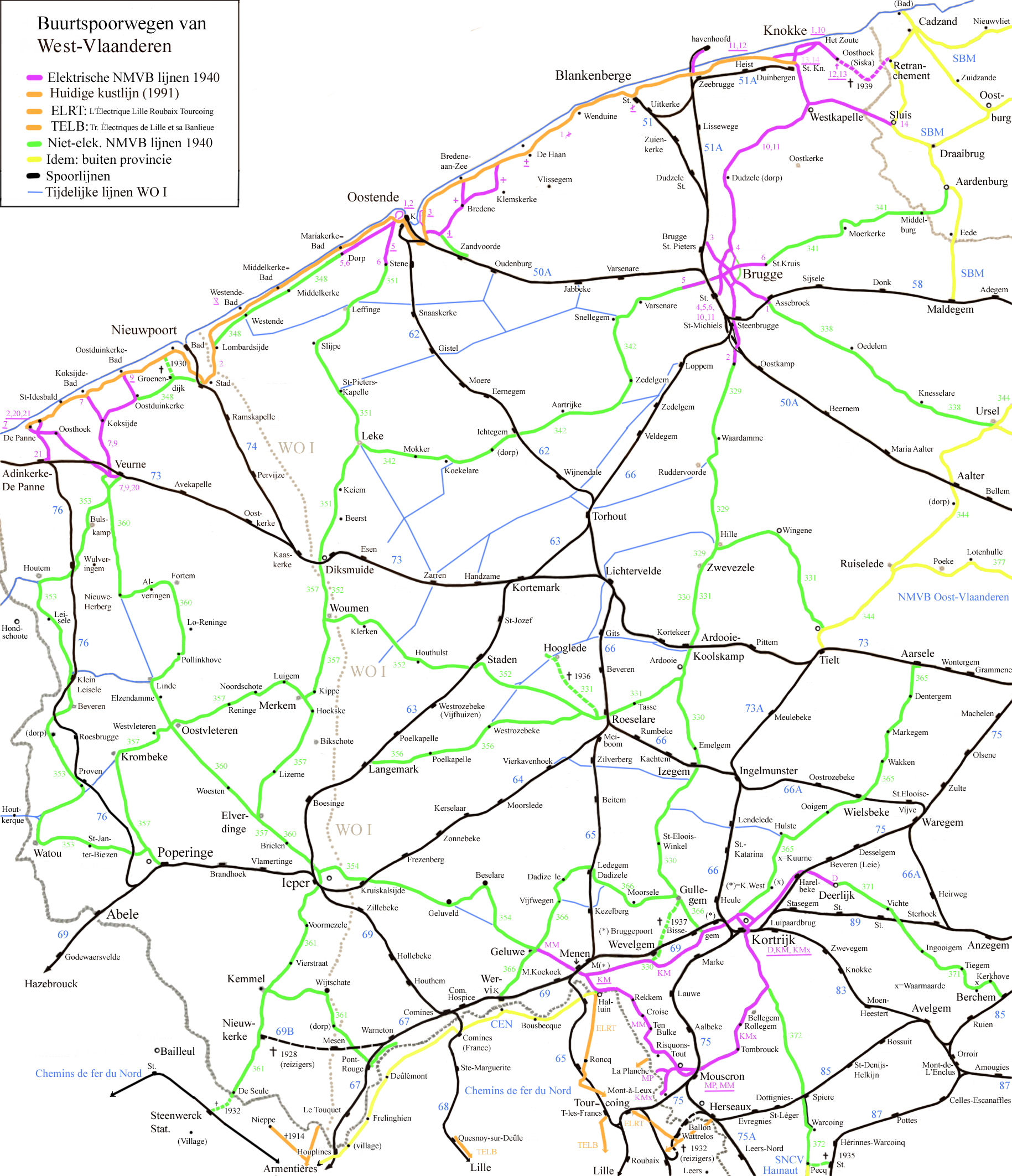
Západní Flandry
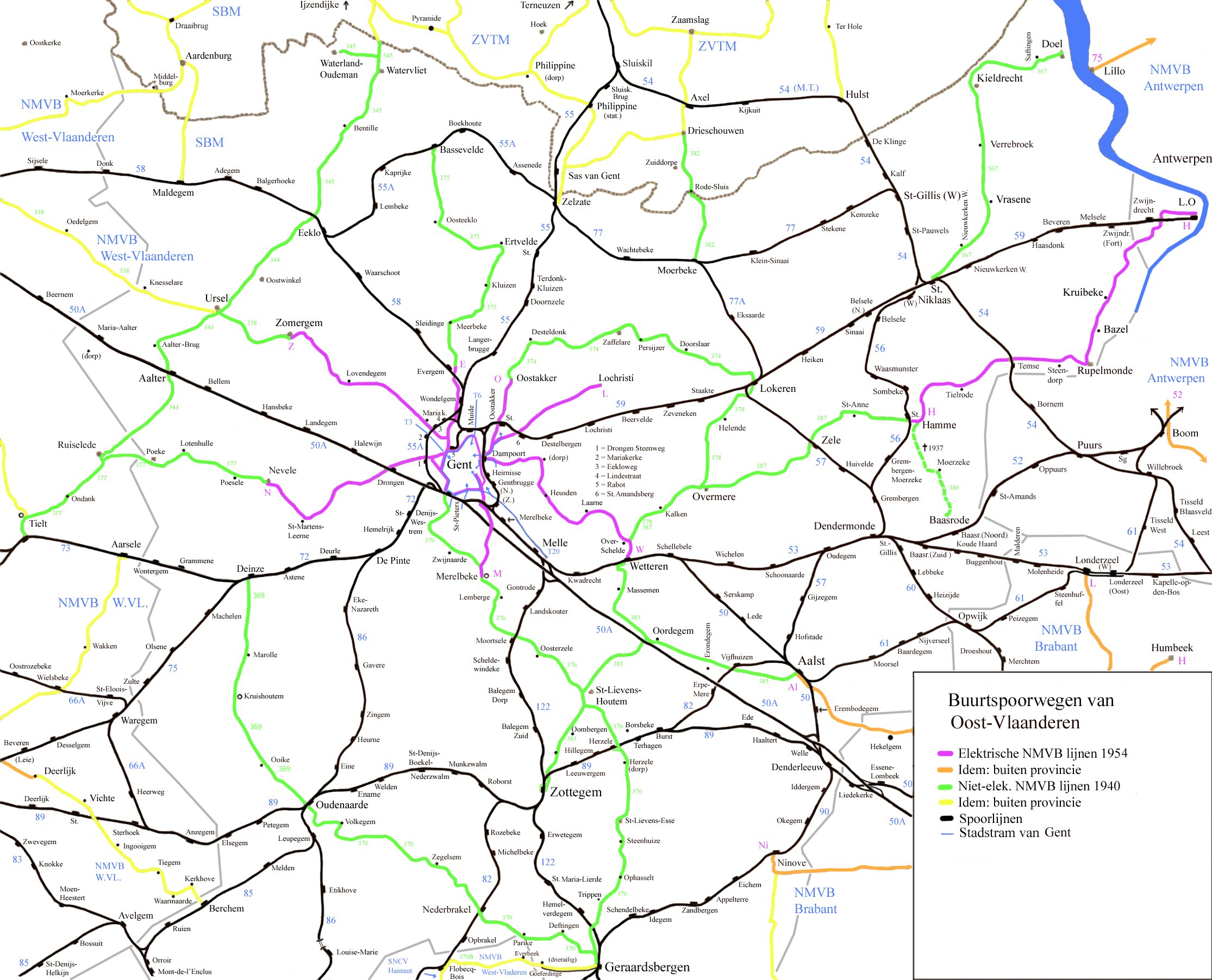
Východní Flandry
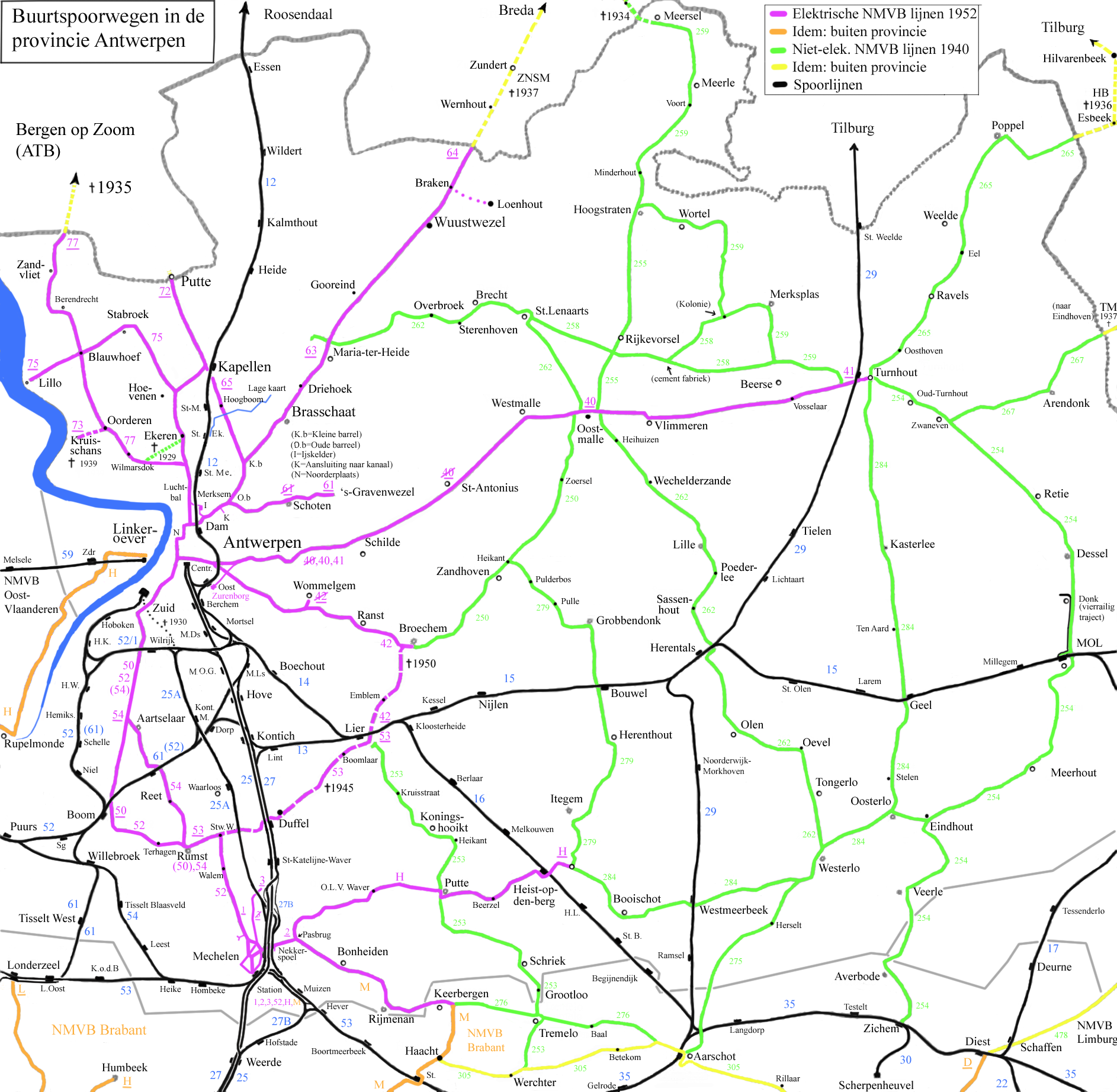
Antverpská provincie
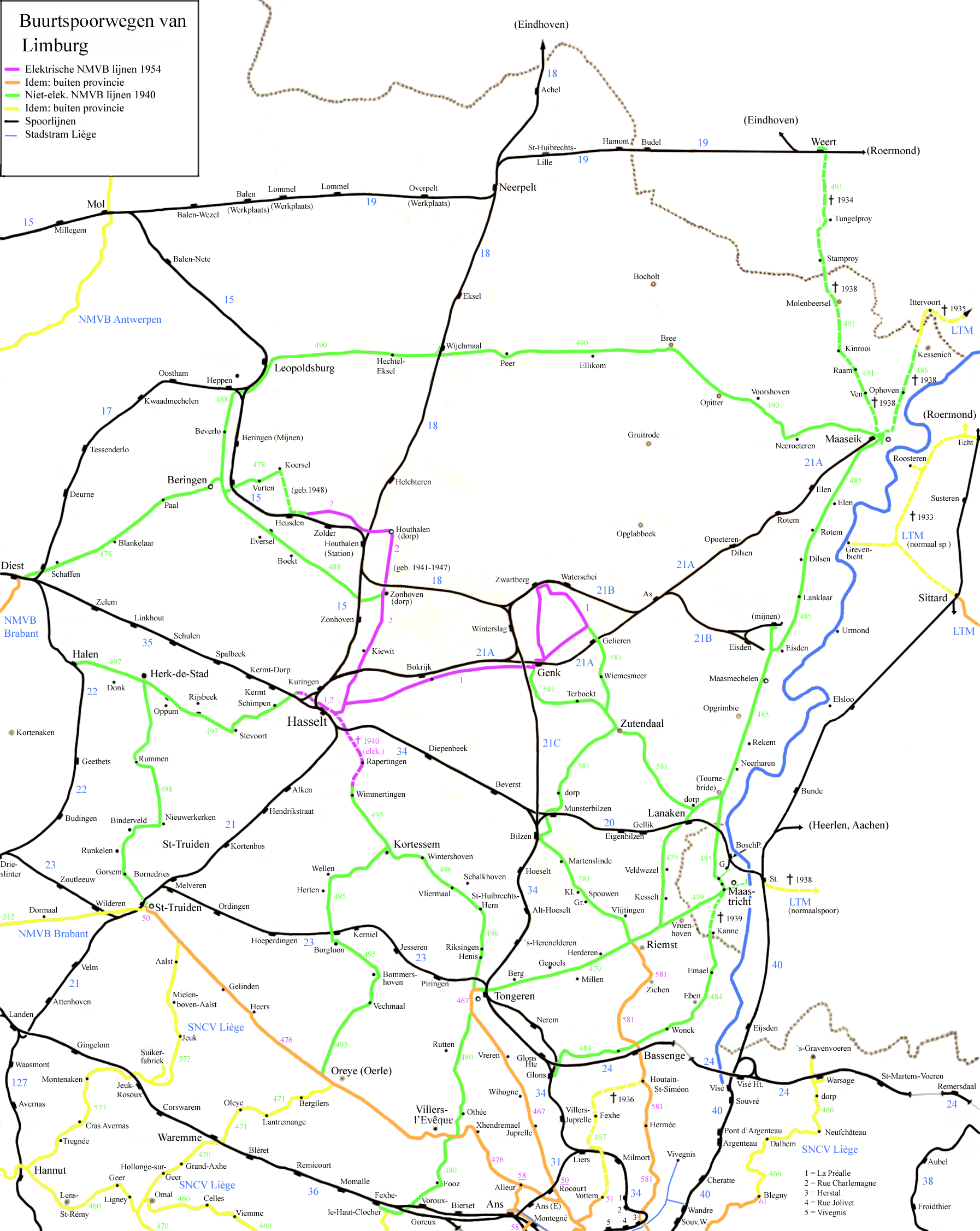
Limburská provincie
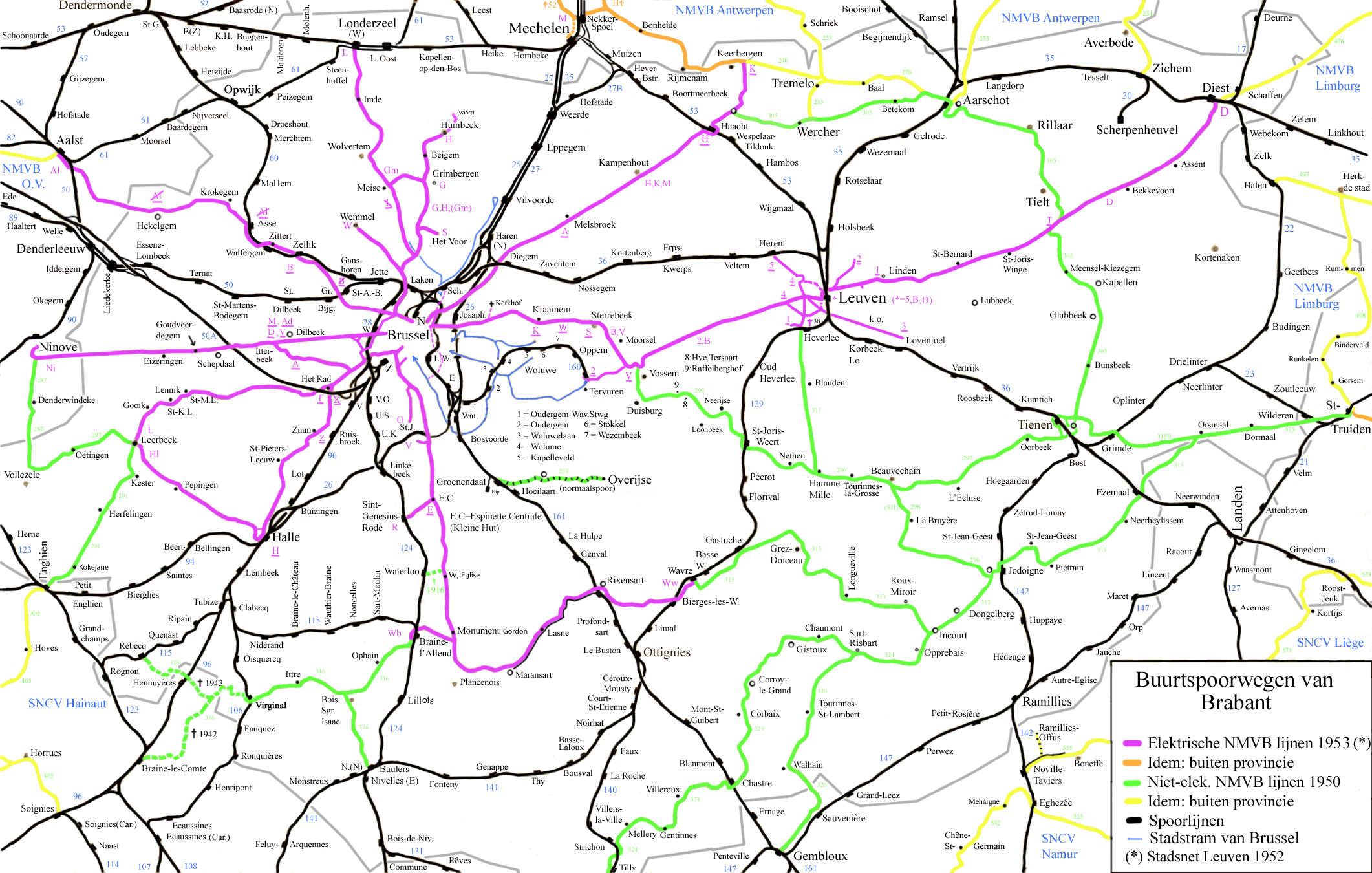
Brabant
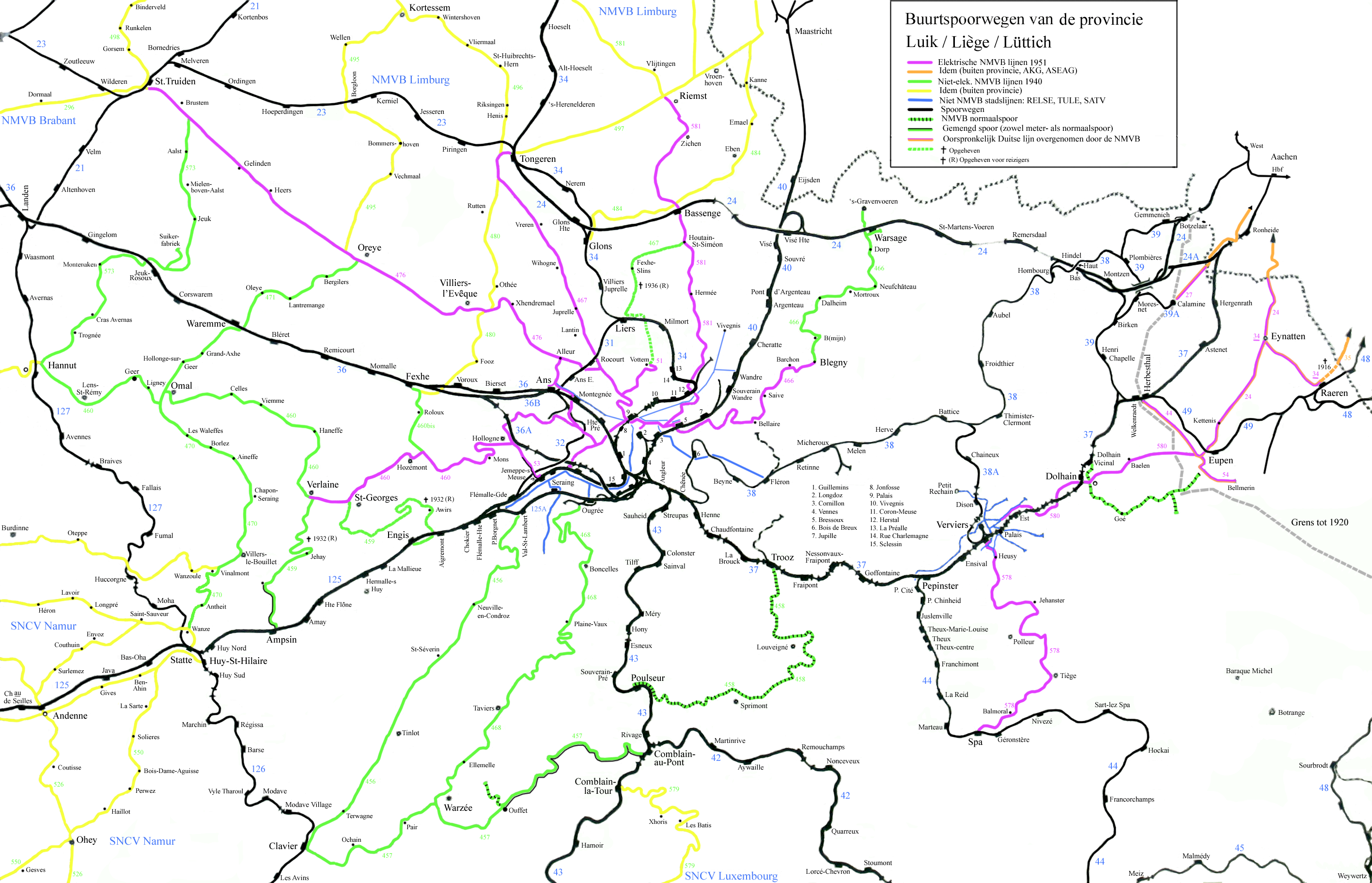
Lutyšská provincie
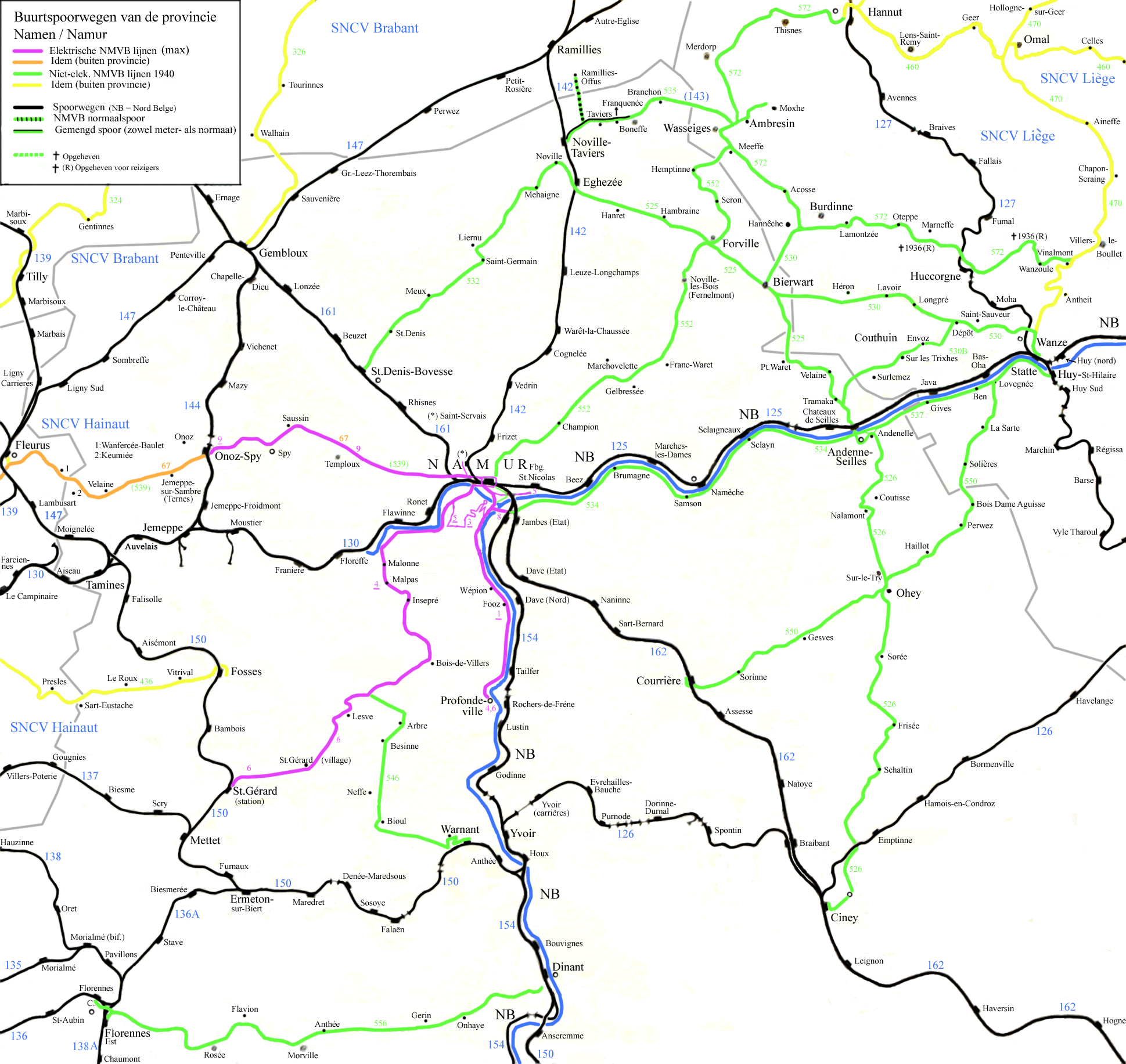
Namurská provincie
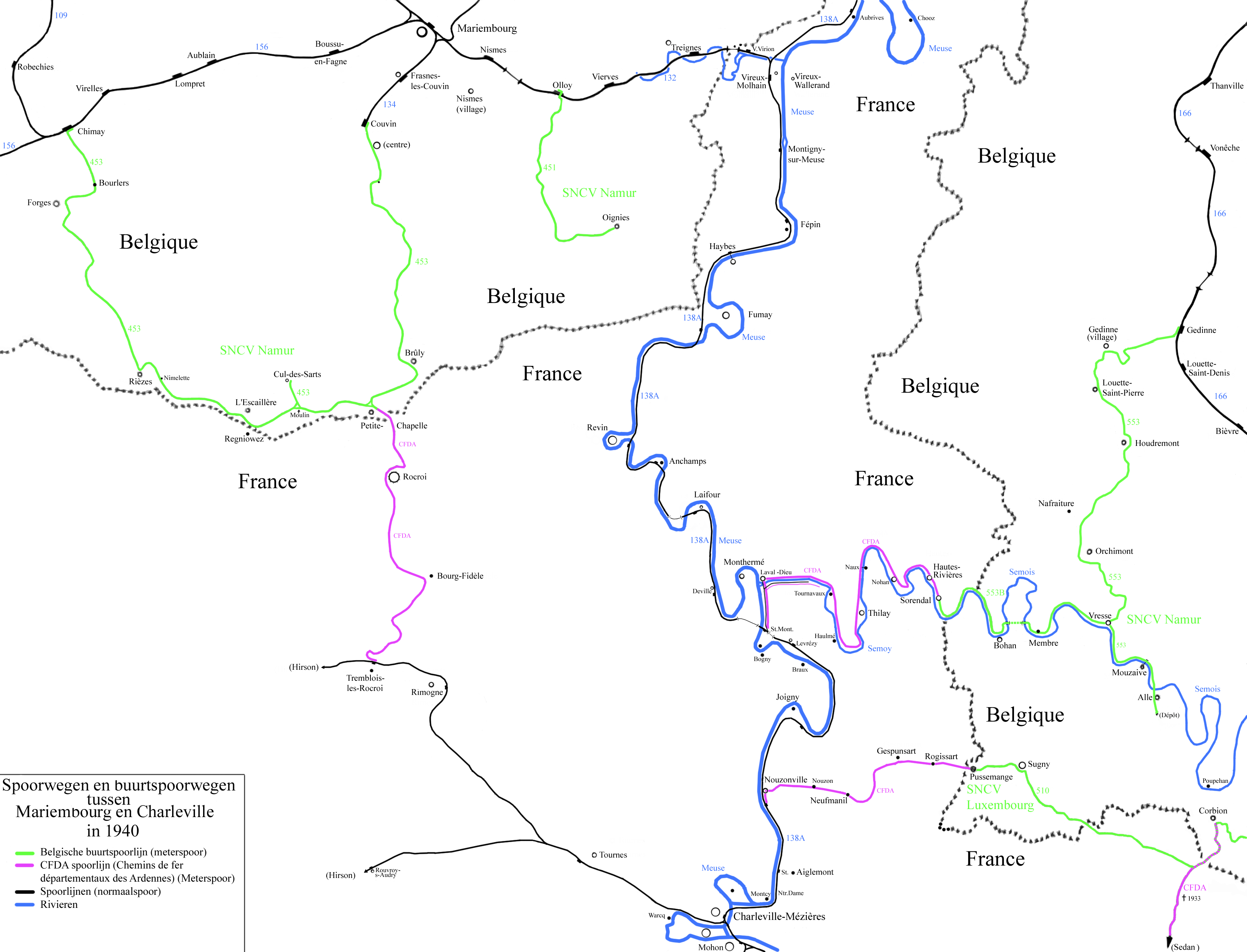
Jih Namurské provincie
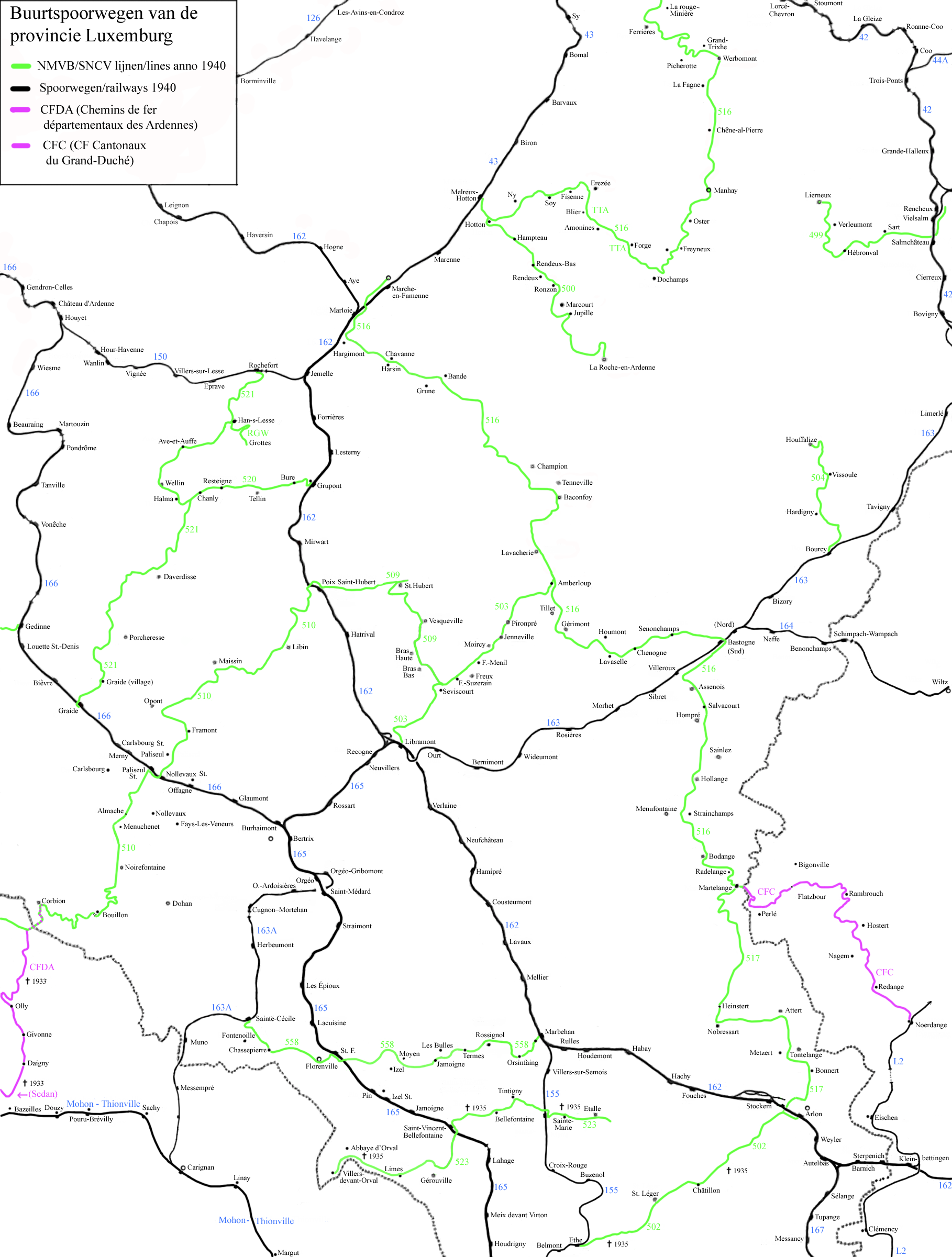
Lucemburská provincie
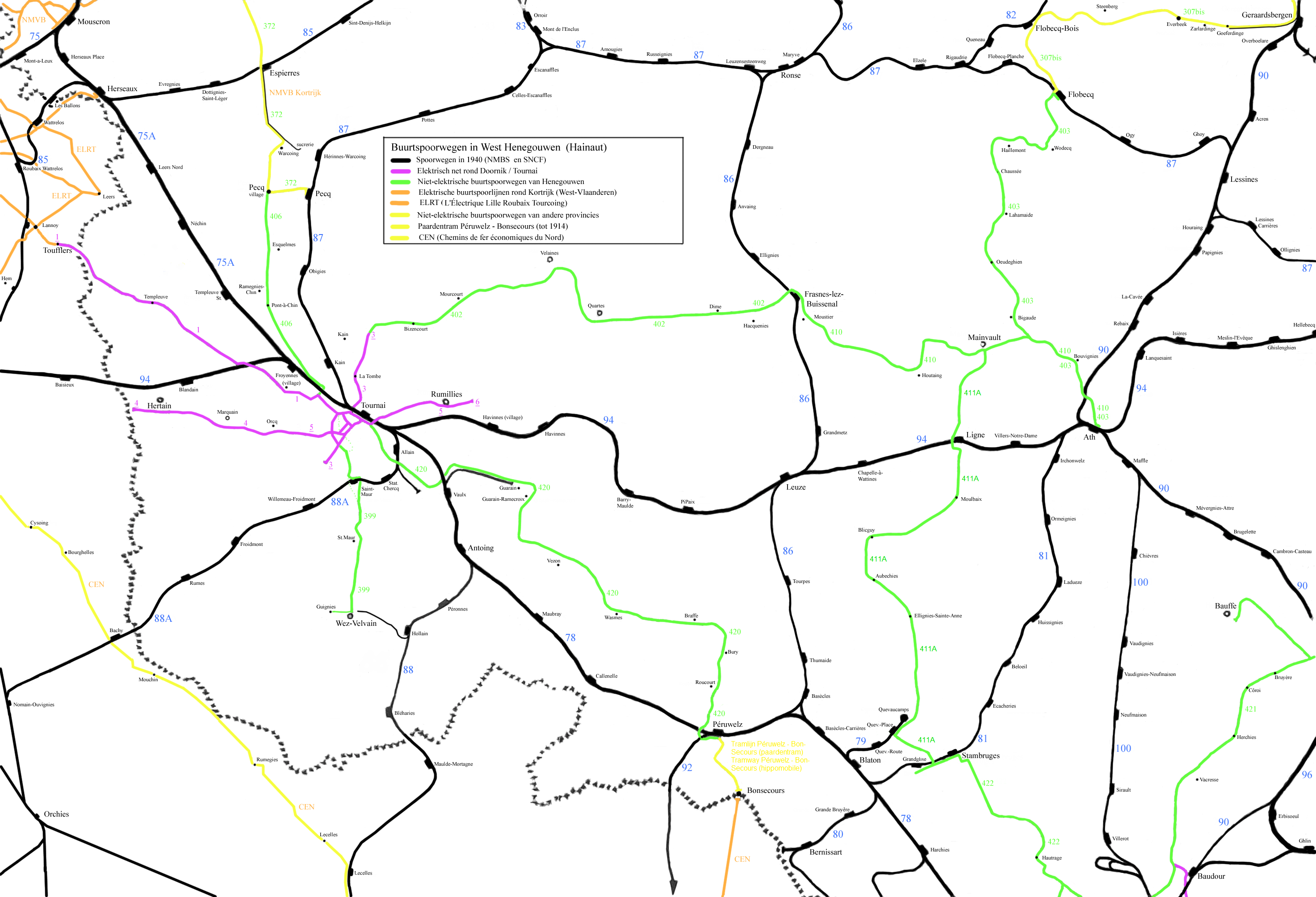
Západ henegavské provincie
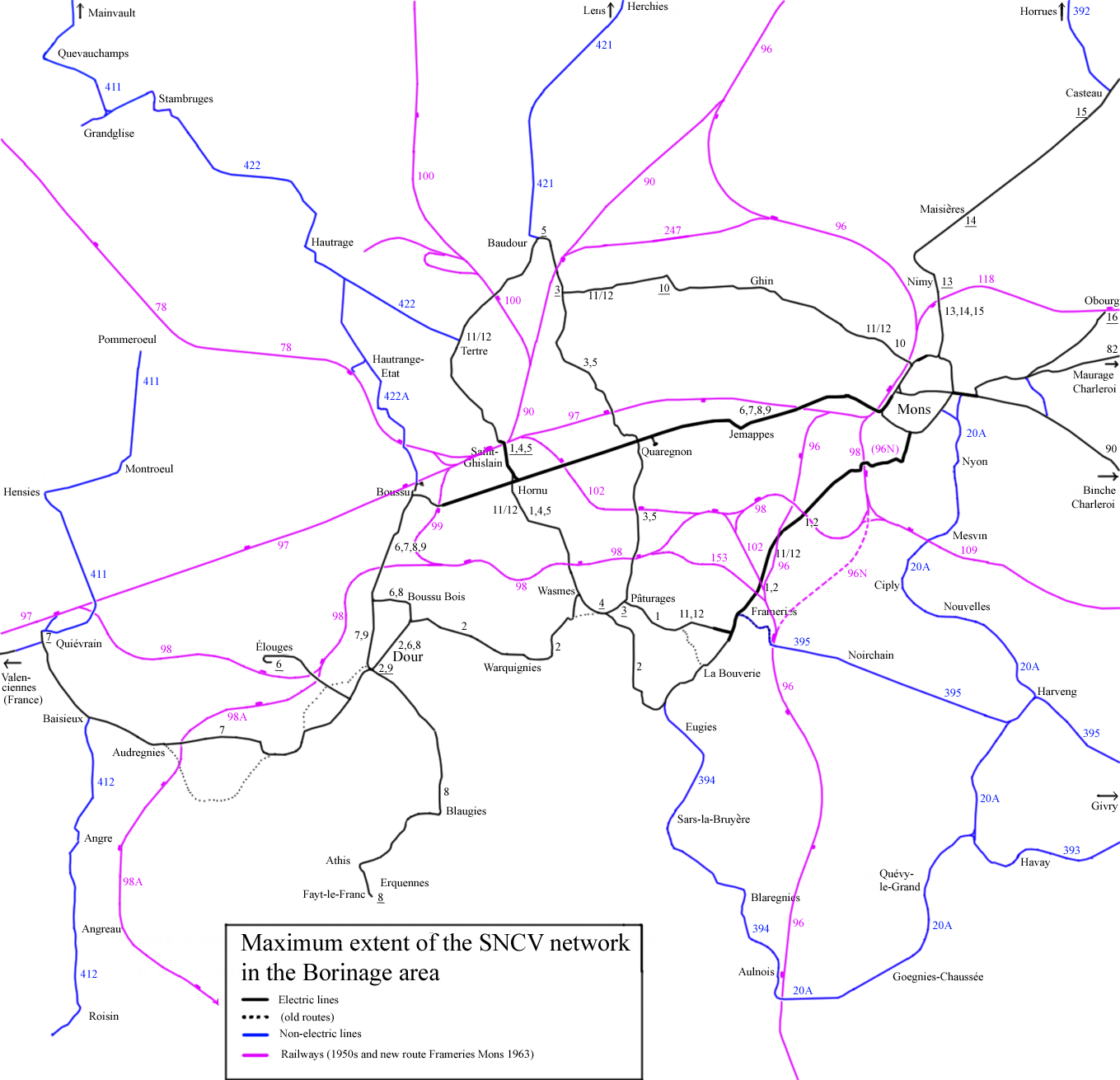
Oblast Borinage v Henegavské provincii
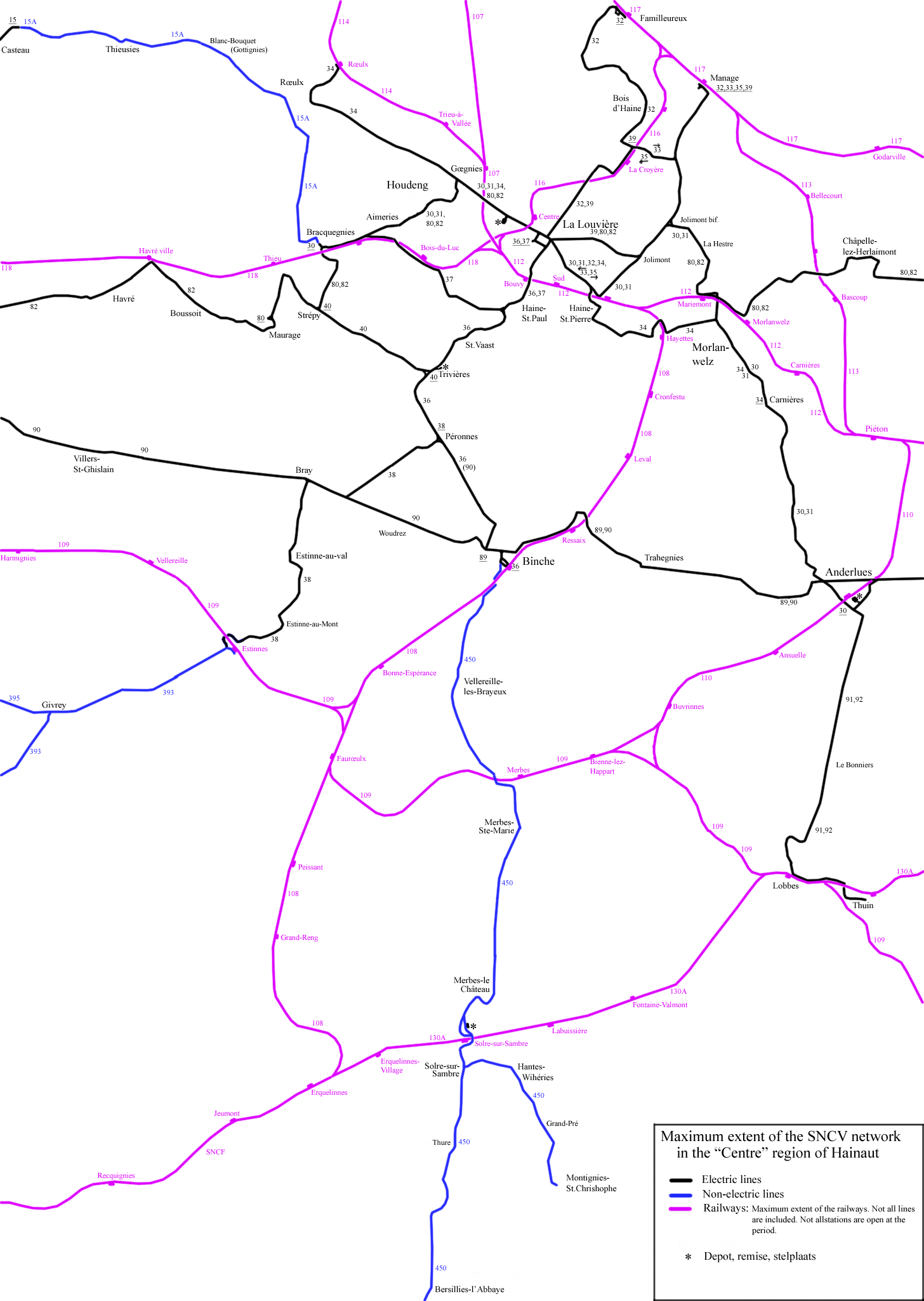
Oblast Centre v Henegavské provincii
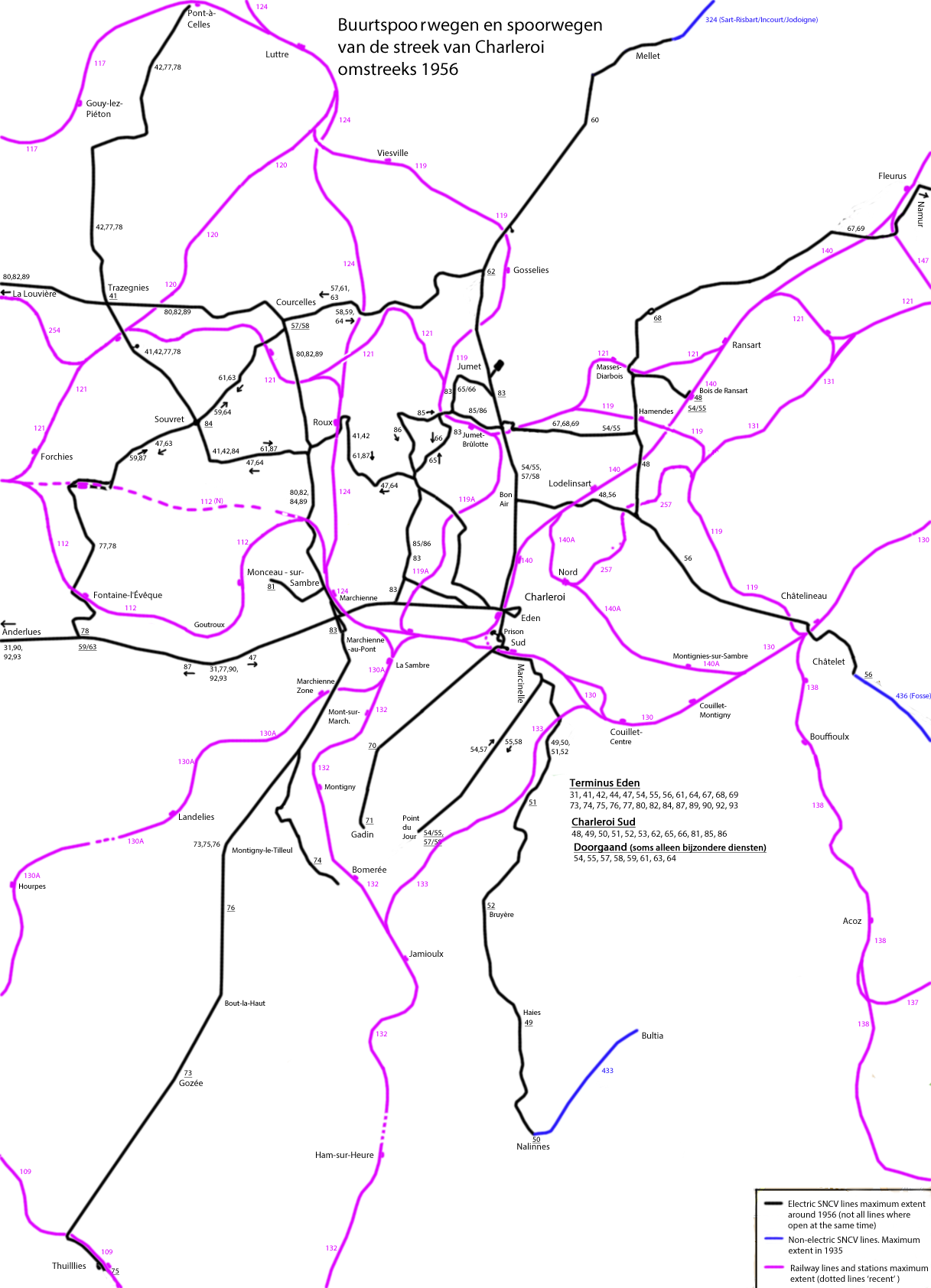
Oblast Charleroi v Henegavské provincii

## Galerie

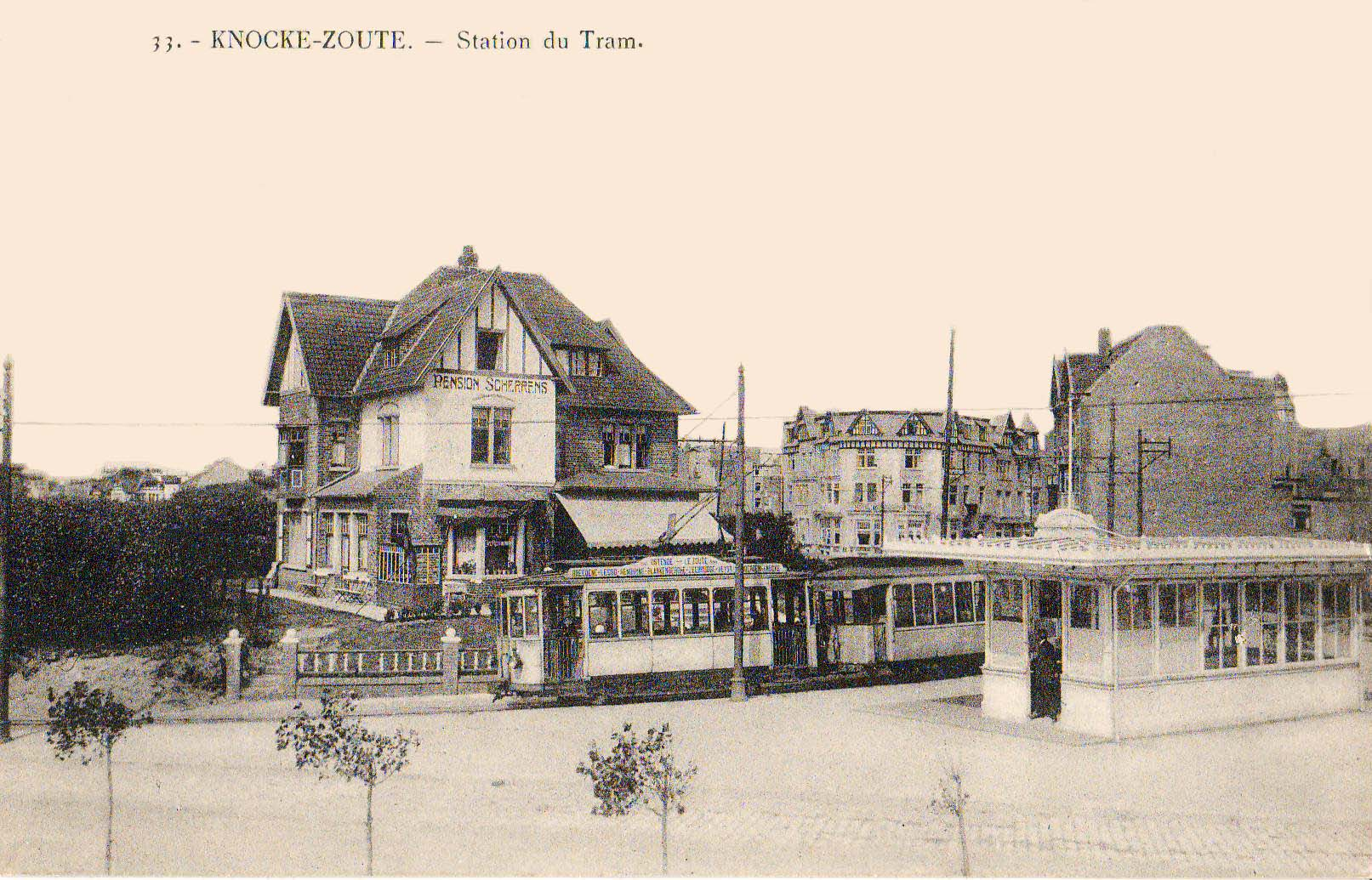
Zastávka trati
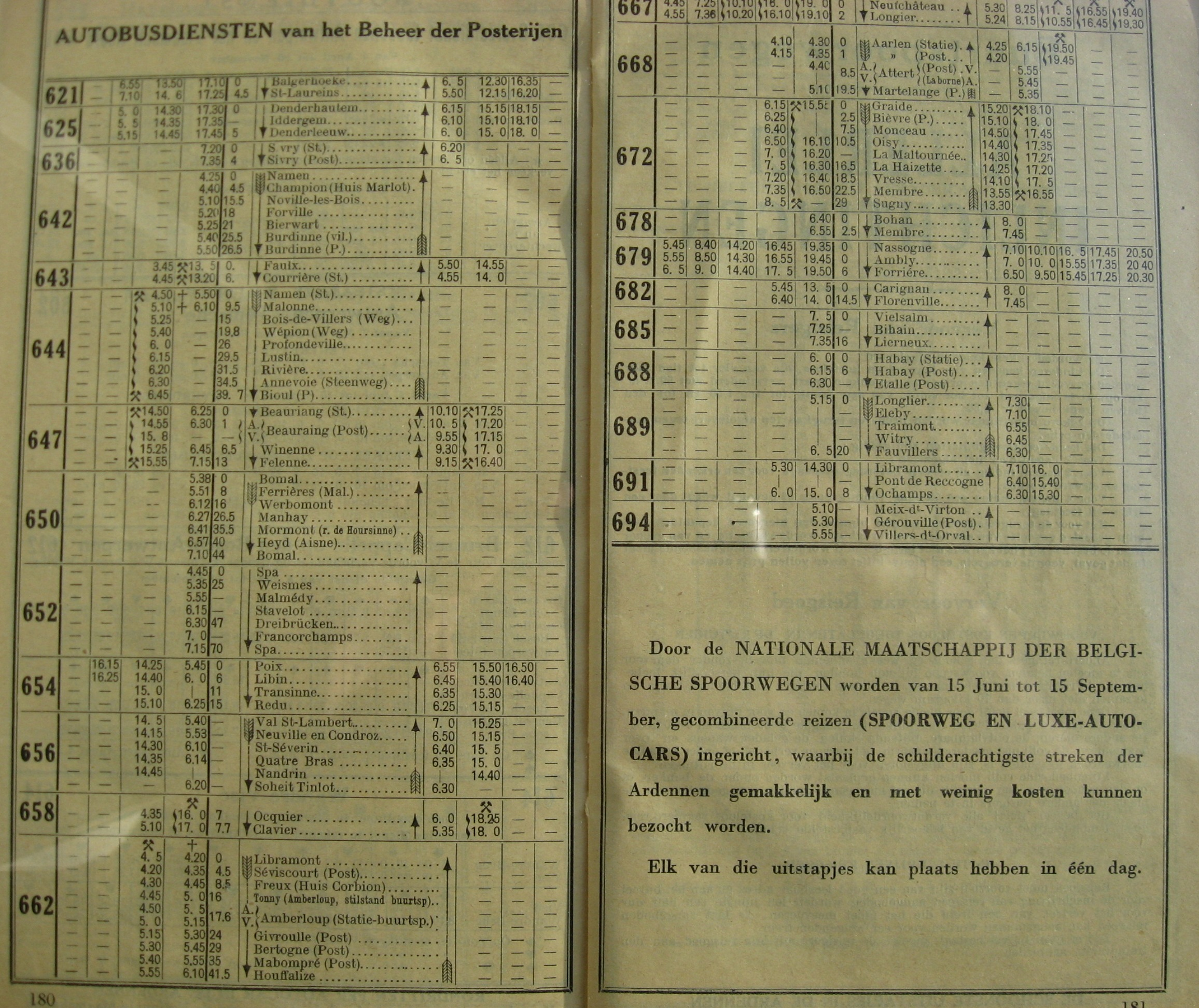
Jízdní řád z roku 1933
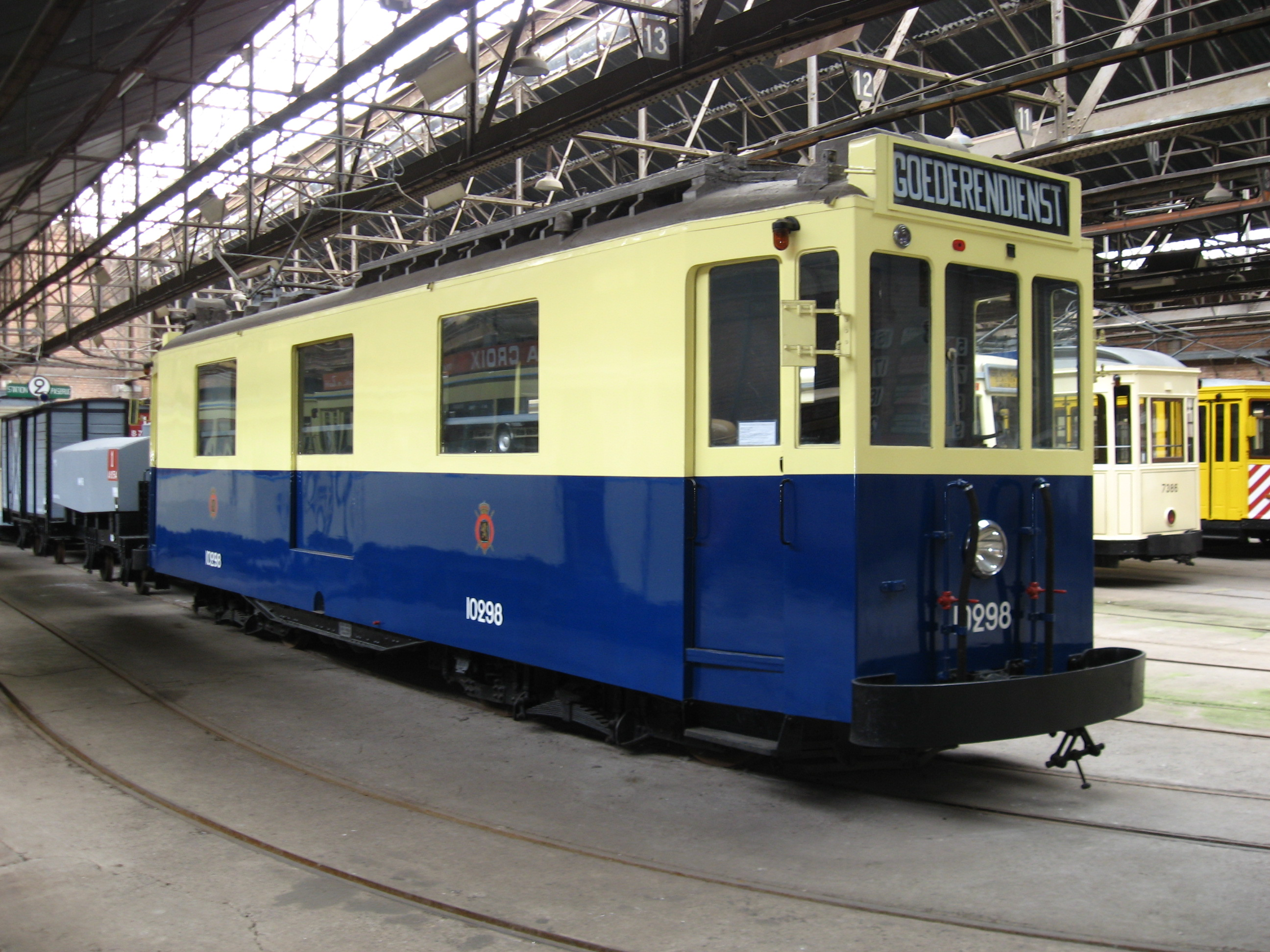
Motorový vůz přestavěný na nákladní
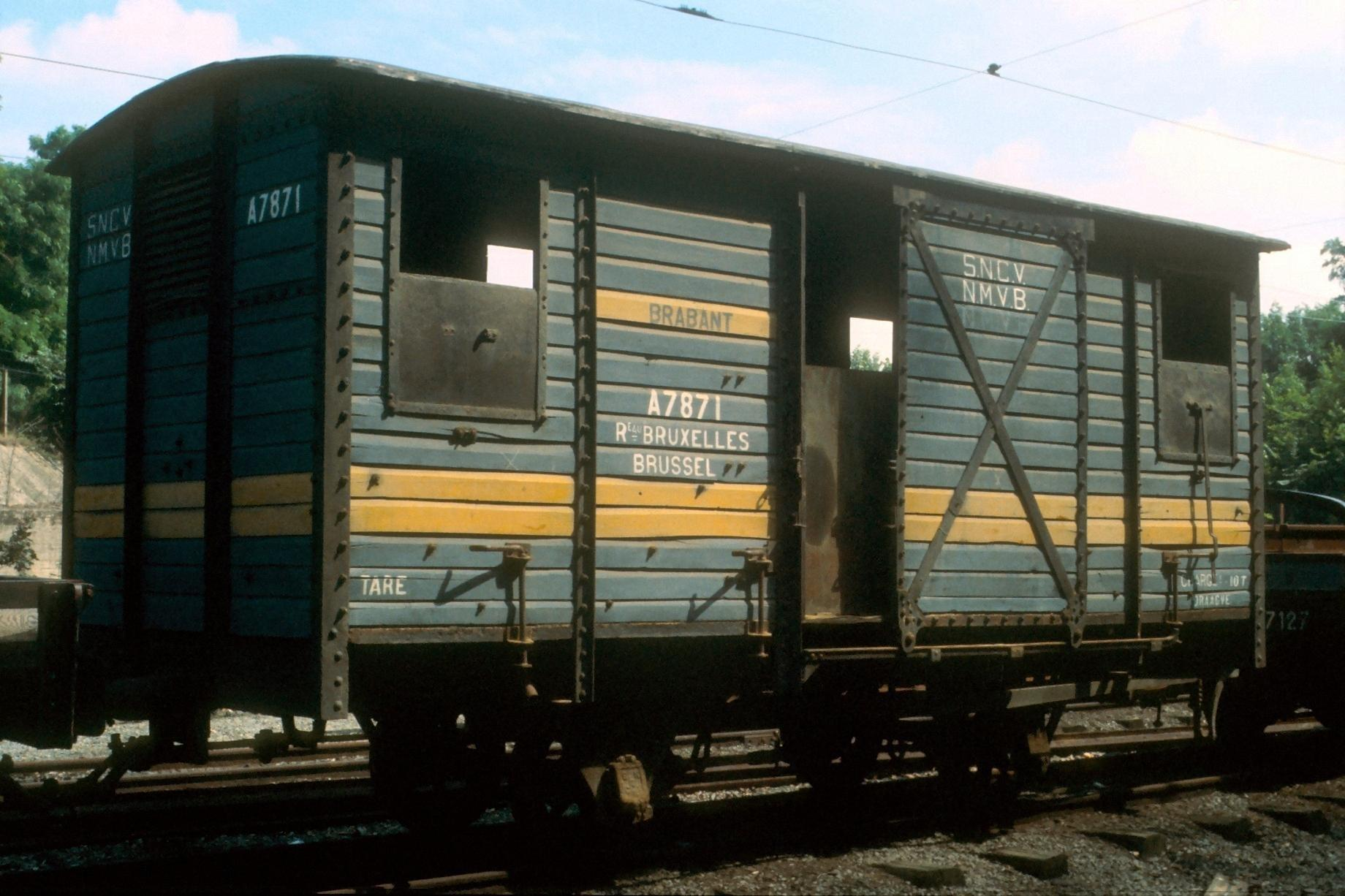
Nákladní vůz